# Dead prez

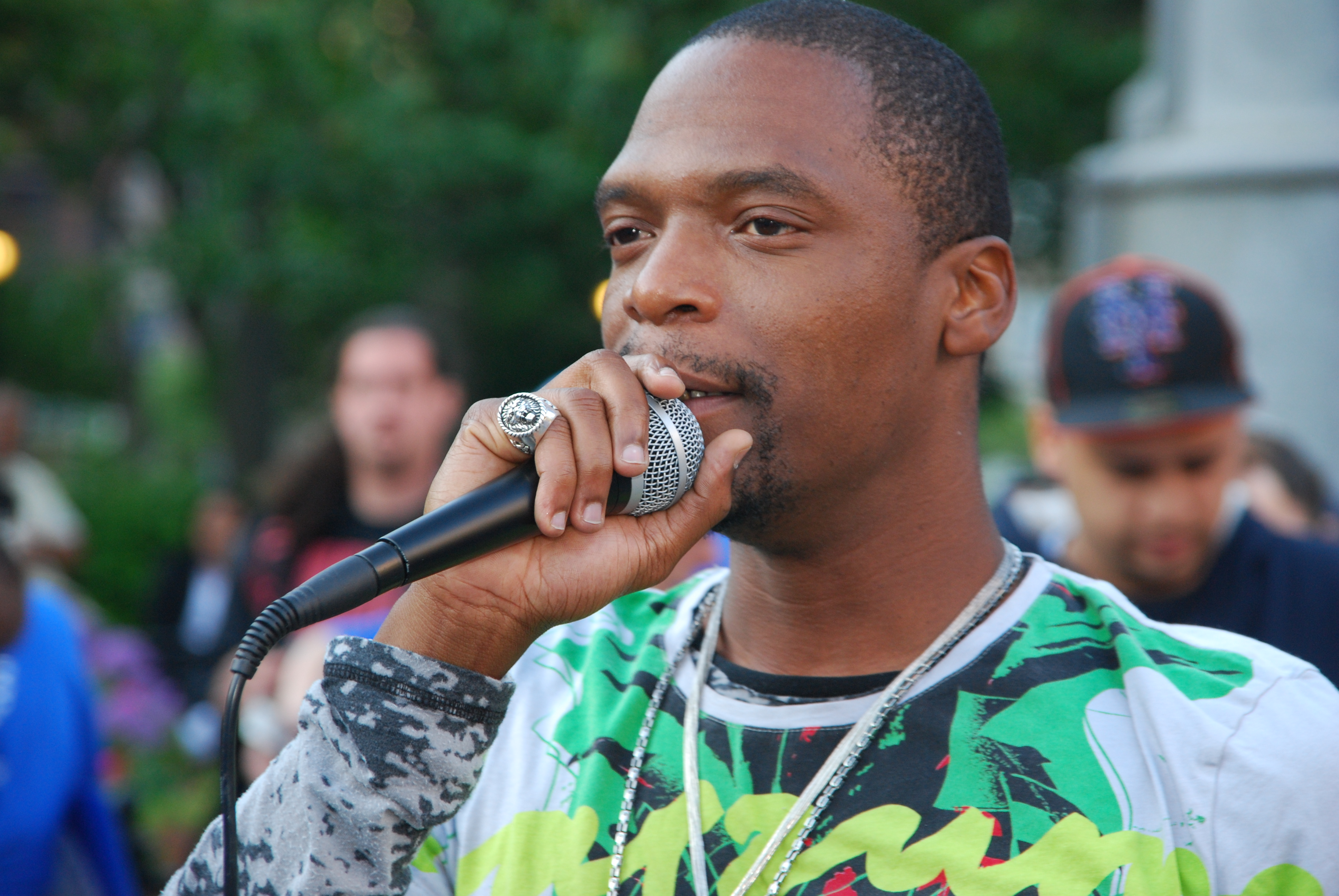
M1 de Dead Prez hablando en una manifestación a favor del condenado a muerte Troy Davis - Unión Square, Nueva York

Dead Prez es un dúo de hip hop underground formado por Stic.Man y M-1. Se dieron a conocer en parte por sus líricas centradas en la política, el racismo, la pedagogía crítica, el activismo contra la hipocresía gubernamental, y el control corporativo de los medios de comunicación, sobre todo los sellos discográficos de hip hop. Dead Prez aclaró su postura en su primer álbum, declarando en la canción "I'm A African" que el grupo está "en algún lugar entre N.W.A. y P.E.". 
En 1990, M-1 asistió a la FAMU (Florida Agricultural and Mechanical University) en Tallahassee, donde conoció a stic.man y conectaron debido a su amor por la música y sus conocimientos. "Fui absorbido por las Panteras Negras en su integridad", recuerda M-1. "Aprendí sobre sus vidas y eso ayudó a modelarme".
"Comprendí que hay una lucha ya que continúa y tengo que tratar de ayudar a sobrellevarlo", según stic.man. M-1 se unió al International Democratic People’s Uhuru Movement (InPDUM) en Chicago durante tres años, mientras que stic.man permaneció en Florida y comenzó a entrar en problemas. Quemado por el arduo trabajo de Uhuru, M-1 decidió que era hora de dar comienzo a su carrera dentro del mundo de la música y stic.man estuvo de acuerdo. 
Influenciados por Malcolm X y Public Enemy, Dead Prez transcribió la educación política que adquirieron en la poesía lírica. Lord Jamar de Brand Nubian les descubrió en New York y les ayudó a firmar un contrato con Loud Records. Pero ser los nuevos chicos del barrio en un sello principal como Loud (casa de Wu-Tang Clan y Mobb Deep) no fue fácil. Dead Prez no era siempre la prioridad de Loud, pero esto no les detuvo para construirse un gran abanico de admiradores gracias a su música.
Su álbum debut fue Let's Get Free en 2000, en donde se incluía el éxito menor "Hip Hop". El álbum fue bien recibido criticamente, e incluía intensas diatribas políticas que destacaban al prominente activista negro Omali Yeshitela, así como "Animal in Man". La versión instrumental de "Hip Hop" fue usada como entrada musical del show de Dave Chappelle en Comedy Central, pudiendo ser escuchada en cada episodio. En 2001 colaboraron con The Coup, otro grupo de hip hop políticamente activo, para lanzar Get Up. En 2002 lanzaron la mixtape Turn Off The Radio Volume 1, seguida de Get Free Or Die Tryin Mixtape Volume 2 en 2003. En 2004, Columbia Records finalmente liberó Revolutionary But Gangsta. En 2006, junto con Outlawz grabaron un álbum titulado Can't Sell Dope Forever.
Algunos admiradores de Dead Prez les han acusado de dejar a un lado sus aspectos revolucionarios, a cambio de un estilo más "gangsta" tras el lanzamiento de Revolutionary But Gangsta, mientras otros dicen que el grupo ha comenzado a enfatizar su nacionalismo negro (sobre todo en las mixtapes Turn Off the Radio) sobre sus opiniones originales de socialismo radical, y que esto enajena a los anteriores admiradores de su trabajo. Incluso todavía, otros admiradores insisten en que la lírica revolucionaria sea todavía prominente.

## Discografía
- 2000: Let's Get Free
- 2002: Turn Off the Radio Vol. 1 (Mixtape-CD)
- 2003: Turn Off the Radio Vol. 2: Get Free Or Die Tryin´ (Mixtape-CD)
- 2004: Revolutionary But Gangsta
- 2006: dead prez Presents: M-1 - Confidential
- 2006: Can't Sell Dope Forever (Mixtape, con Outlawz)